# 鹿島市立能古見小学校
鹿島市立能古見小学校（かしましりつ のごみしょうがっこう）は佐賀県鹿島市大字山浦甲にある市立小学校。

## 概要
歴史
1892年（明治25年）に小学校5校（知新・勿謂・本城・山浦・平原）が統合され創立。数回の改組・改称を経て、現校名になったのは1954年（昭和29年）。2022年（令和4年）には開校130周年を迎えた。
校章
桜の花弁の絵を背景にして、中央に校名の頭文字である「能」の文字を置いている。
校歌
1955年（昭和30年）制定。作詞は橋本野酔、作曲は小山章二による。歌詞は3番まであり、1番と3番の歌詞中に校名の「能古見」が登場する。
通学区域
住所表記で「鹿島市」の後に「伏原、下浅浦、中浅浦、上浅浦、大木庭、東三河内、西三河内、中川内、早ノ瀬、大野、広平、南川、筒口、大殿分、川内、山浦、白鳥尾（一部）、貝瀬、土穴、本城、中木庭、山浦開拓（一部）、番在開拓」が続く地域。
中学校区は鹿島市立西部中学校。

## 沿革
- 1892年（明治25年）7月 – 能古見村内の尋常小学校2校（知心・勿謂）と簡易小学校3校（本城・山浦・平原）、計5校を統合の上、「能込尋常小学校」とする。旧5校はいずれも分教場とする。
- 1898年（明治31年）2月 - 大字山浦に新校舎が完成。知心・勿謂の2教室を統合。浅浦・本城・山浦・広平・平原を分校とする。
- 1908年（明治41年）4月1日
  - 小学校令改正により、義務教育年限（尋常科修業年限）が4年から6年に延長されたため、尋常科5年を設置。
  - 校名を村名の一致させるため、「能古見尋常小学校」に改称。
- 1909年（明治42年）4月1日 - 高等科（2年制）を併置の上、「能古見尋常高等小学校」に改称[2]。尋常科6年を設置。
- 1912年（大正元年）10月 - 校舎の裏手に運動場を造成。
- 1928年（昭和3年）9月 - 新校舎建設に伴い、新校地の開拓を開始。
- 1929年（昭和4年）5月 - 新校舎２棟が完成。
- 1930年（昭和5年）- 新校舎1棟が完成。
- 1935年（昭和10年）4月 - 講堂が完成。
- 1941年（昭和16年）4月1日 - 国民学校令の施行により、「能古見村国民学校」に改称。尋常科を初等科に改める。
- 1944年（昭和19年）4月 – 浅浦分校の4年生を本校に収容。
- 1947年（昭和22年）
  - 4月1日 - 学制改革（六・三制）が行われる。
    - 国民学校初等科が改組され、「能古見村立能古見小学校」と改称。
    - 国民学校高等科は青年学校普通科と統合され、新制中学校「能古見村立能古見中学校」に改組される[3]。

  - 9月 - 育友会が発足。
- 1949年（昭和24年）
  - 5月 - 本城分教場を増築。
  - 9月 - 週5日制を開始。
- 1951年（昭和26年）7月 - 山浦分校の新校舎が完成。
- 1954年（昭和29年）4月1日 - 町村合併・市制施行により鹿島市が発足。これにより「鹿島市立能古見小学校」（現校名）に改称。
- 1955年（昭和30年）
  - 3月 - 早ノ瀬分校が中川内に移転したことにより、中川内分校に改称。
  - 4月1日 - 古枝小学校へ、白鳥尾（小川内、東川内）地区を校区として移管。
  - 9月 - 週5日制を廃止。
- 1956年（昭和31年）3月 - 本城分校の新校舎が完成。
- 1970年（昭和45年）4月1日 - 中川内・山浦2分校の4年生を本校に収容。
- 1975年（昭和50年）4月1日 - 本城分校の4年生を本校に収容。
- 1979年（昭和54年）3月 - 屋内運動場が完成。
- 1980年（昭和55年）2月 - 新校舎建設第二期工事が完了。
- 1981年（昭和56年）
  - 2月 - 新校舎建設第二期工事が完了。
  - 3月 - （前身となる学校の創立から数えて）創立100周年記念式典を挙行。
  - 3月31日 - 山浦・中川内・本城の3分校が閉校。
  - 7月 - 総合遊具が完成。
- 1982年（昭和57年）4月1日  - 浅浦分校の3年生を本校に収容。
- 1987年（昭和62年）3月 - 相撲場が完成。
- 1991年（平成3年）2月 - 分校校歌を制定。作詞は石井正憲、作曲は伊東直樹による。
- 1996年（平成8年）
  - 4月1日 - 特別支援学級を開設。
  - 9月 - ミニ牧場が完成。
- 2000年（平成12年）4月 - グラウンドを改修。
- 2018年（平成30年）3月31日 - 浅浦分校が閉校。

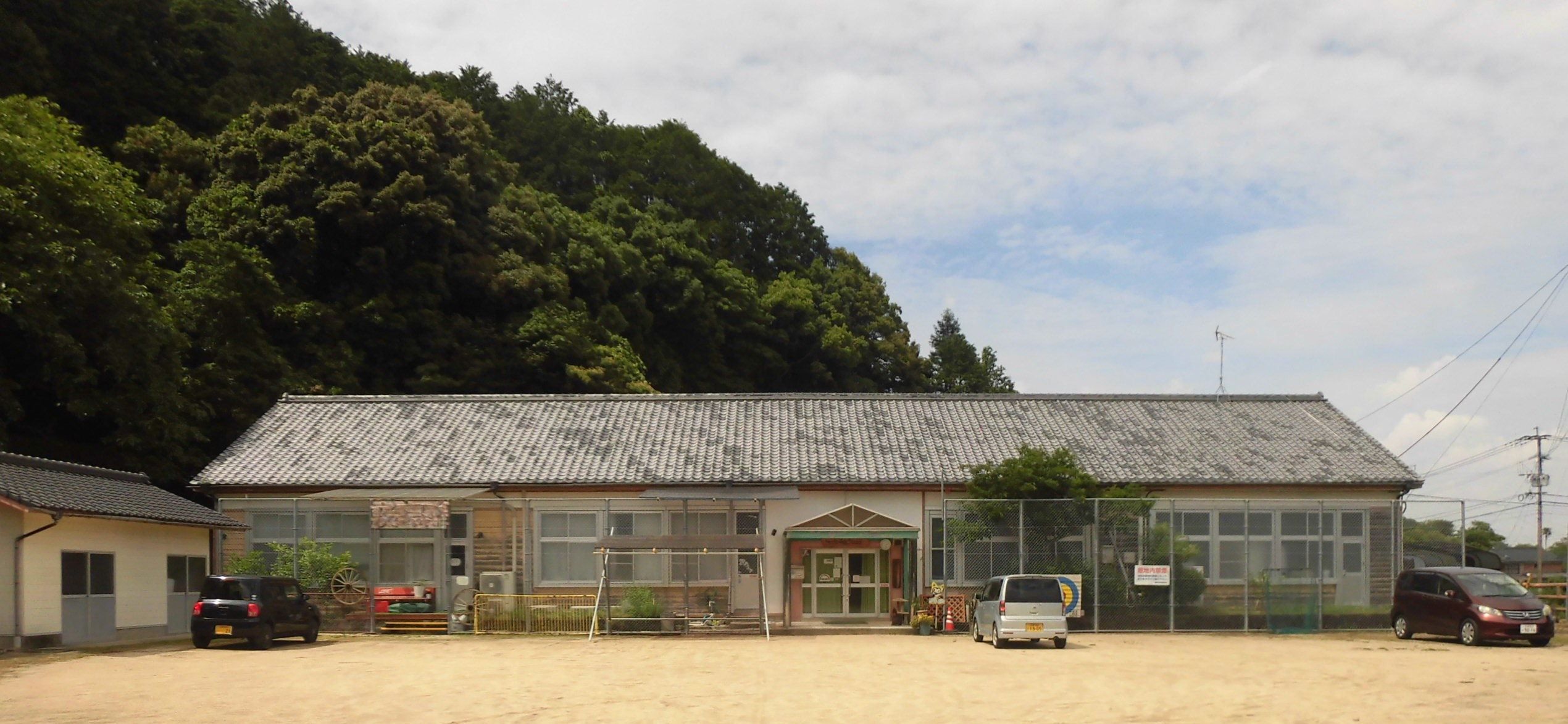
浅浦分校

- 2021年（令和3年）6月 - 相撲場を解体。
- 2022年（令和4年）11月 - 開校130周年記念式典を挙行。

## 著名な出身者
- 西沢杏子（絵本作家）

## 交通
最寄りの鉄道駅
- JR九州 長崎本線「肥前浜駅」

最寄りのバス停留所
- 祐徳バス 大野線・野古見線「能古見小学校前」バス停

最寄りの幹線道路
- 国道444号 「能古見小前」交差点

## 周辺
- のごみふれあい楽習館
- 長徳寺
- 見性寺